# Palesloot
De Palesloot is een sloot in de Nederlandse gemeente Súdwest-Fryslân. De sloot komt uit in de Indijk (Schuilenburgerpolder) ten westen van Koudum en noordoostelijk van Molkwerum.
De naam Paele Slaet geldt sinds 15 maart 2007 als de officiële naam ter vervanging van de naam Palesloot.